# アレシ・ビャリャツキ
アレシ・ビャリャツキ（ベラルーシ語: Алесь Бяляцкі、ラテン文字転写: Ales Bialiatski、1962年9月25日 - ）は、ベラルーシの民主化活動家、人権擁護者。2022年ノーベル平和賞受賞者。

## 概要
1962年、現在のロシアであるカレリアにあるヴャルツィリヤにて誕生。ベラルーシ文学の学者であり、1984年にゴメリ州立大学を卒業し、ロシアとベラルーシの文献学の学位を取得した。卒業後は、ホメリ州リエチチ地区で学校の教師として働いた。1985年から1986年にかけてロシアのエカテリンブルク（当時はスヴェルドロフスク）近くの対戦車砲台で装甲車の運転手として軍隊に勤務していた。1996年にはミンスクに政治犯の釈放や人権教育を目的とするビャスナ人権センターを創設した。この団体は2023年に国連人権賞を受賞した。2020年にはライト・ライブリフッド賞を受賞している。
2021年には、ルカシェンコ政権を批判して拘束されたが、2022年にノーベル平和賞を受賞した。
2020年8月の大規模な反政府デモにおいて、拘束された参加者のために弁護士費用や罰金を立て替えたが、そのことが騒乱行為への資金援助などの罪に問われ、2023年4月にベラルーシの裁判で禁錮10年が確定した。